# Killyleagh Castle
Killyleagh Castle er et slot i Killyleagh, County Down, Nordirland. Det består af et utal af tårne og fremstår som et eventyr-slot, slottet dominerer totalt den lille by.
Det er i dag et privat hjem og det påstås at slottet er det ældste beboede i Irland. Det har været familien Hamiltons hjem siden det 17. århundrede og tilegnede sig sin eventyrlige silhuet i 1850'erne da tårnene blev tilføjet, men det er hovedsagelig det samme slot som den anden jarl af Clanbrasil genopbyggede i 1666.
På slottet bliver der lejlighedsvis afholdt koncerter, hvor navne som Van Morrison, Glen Hansard and Bap Kennedy har optrådt.